# Курт Валь
Курт Валь (нім. Kurt Wahl; 20 серпня 1914, Майнінген — 28 грудня 1988, Ойтен) — німецький офіцер Ваффен-СС, штурмбанфюрер СС, кавалер Лицарського хреста Залізного хреста з Дубовим листям.

## Ранні роки
Курт Валь народився 20 серпня 1914 року в місті Майнінген. 1 жовтня 1934 року Валь вступив в СС (службове посвідчення № 97 799), а в 1936 році поступив в частини посилення СС. У 1936 році закінчив юнкерське училище СС в Брауншвейзі. 20 квітня 1936 року Курт став Унтерштурмфюрером СС.

## Друга світова війна
В складі дивізії посилення СС Курт взяв участь в Французькій кампанії. З червня 1941 воював на Східному фронті в складі дивізії СС «Дас Райх». Був важко поранений і після одужання в кінці 1943 призначений полковим ад'ютантом 38-го панцергренадерського полку СС 17-ї панцергренадерської дивізії СС «Ґьотц фон Берліхінген».
За відзнаки в боях у Нормандії 18 липня 1944 року Валь був нагороджений Німецьким хрестом в золоті, а 23 серпня 1944 — Лицарським хрестом Залізного хреста. З вересня 1944 року і до кінця війни командував 17-м самохідним розвідувальним батальйоном СС «Ґьотц фон Берліхінген». За відзнаки в боях в Саарі 1 лютого 1945 отримав дубове листя до Лицарського хреста Залізного хреста. В кінці війни був тяжко поранений і травень 1945 провів в госпіталі.

## Життя після війни
Курт Валь помер 28 грудня 1988 року в місті Ойтен.

## Звання
- Унтерштурмфюрер СС (20 квітня 1936)
- Оберштурмфюрер СС (9 листопада 1940)
- Гауптштурмфюрер СС (1 листопада 1941)
- Штурмбанфюрер СС (9 листопада 1944)

## Нагороди
- Залізний хрест (1939)
  - 2-го класу (1 вересня 1941)
  - 1-го класу (1 квітня 1942)
- Медаль «За зимову кампанію на Сході 1941/42»
- Нагрудний знак «За поранення» в сріблі
- Нагрудний знак ближнього бою в бронзі
- Німецький хрест в золоті (18 липня 1944) як гауптштурмфюрер СС і ад'ютант 38-го панцергренадерського полку СС «Ґьотц фон Берліхінген»
- Лицарський хрест Залізного хреста з Дубовим листям
  - Лицарський хрест (23 серпня 1944) як гауптштурмфюрер СС і командир бойової групи 38-го панцергренадерського полку СС «Ґьотц фон Берліхінген»
  - Дубове листя (№ 720) (1 лютого 1945) як штурмбаннфюрер СС і командир 17-го самохідного розвідувального батальйону СС «Ґьотц фон Берліхінген»